# Al-Basit (revista)
Al-Basit es una revista española de estudios albacetenses con sede en la ciudad de Albacete.
Fue fundada en 1975 por Francisco Fuster Ruiz, centrada en la investigación e historia de Albacete. Con una periodicidad anual, es el órgano de expresión del Instituto de Estudios Albacetenses. A lo largo de su historia ha contado con la sucesiva colaboración de investigadores de gran relevancia en el estudio de Albacete.
La primera etapa de la revista se inició en 1975 antes de la creación del Instituto de Estudios Albacetenses. En 1978 se inicia la segunda etapa, creándose la sección de ciencias en 1990, que se suma a la de humanidades. A partir del número 42 su periodicidad es anual.